# Dainius Pavalkis
Dainius Pavalkis (ur. 5 maja 1960 w Kownie) – litewski lekarz, polityk i wykładowca akademicki, od 2012 do 2015 minister edukacji i nauki.

## Życiorys
W 1984 ukończył studia lekarskie w Instytucie Medycznym w Kownie. W 1981 podjął pracę zawodową w szpitalu, specjalizował się w chirurgii, pełnił funkcje dyrektorskie w placówkach medycznych. Jednocześnie w 1986 zaczął działalność naukową, obronił pracę doktorską, na macierzystej uczelni został powołany na stanowisko profesora.
W wyborach w 2008 bez powodzenia kandydował do Sejmu Republiki Litewskiej z ramienia Nowego Związku. 13 grudnia 2012 z rekomendacji Partii Pracy objął urząd ministra edukacji i nauki w rządzie Algirdasa Butkevičiusa. Został odwołany 11 maja 2015. W wyborach w 2016 był kandydatem na posła z listy socjaldemokratów.